# Campionati europei di karate 2019
I campionati europei di karate 2019 sono stati la 54ª edizione della competizione. Si sono svolti a Guadalajara, in Spagna, dal 28 al 31 marzo 2019.

## Medagliere
| Posiz. | Nazione            | Oro | Argento | Bronzo | Totale |
| ------ | ------------------ | --- | ------- | ------ | ------ |
| 1      | Spagna             | 5   | 0       | 1      | 6      |
| 2      | Turchia            | 3   | 4       | 4      | 11     |
| 3      | Francia            | 3   | 0       | 1      | 4      |
| 4      | Italia             | 1   | 3       | 4      | 8      |
| 5      | Russia             | 1   | 0       | 2      | 3      |
| 5      | Ucraina            | 1   | 0       | 2      | 3      |
| 7      | Germania           | 1   | 0       | 1      | 2      |
| 8      | Lussemburgo        | 1   | 0       | 0      | 1      |
| 9      | Serbia             | 0   | 2       | 1      | 3      |
| 10     | Azerbaigian        | 0   | 1       | 2      | 3      |
| 11     | Austria            | 0   | 1       | 1      | 2      |
| 11     | Montenegro         | 0   | 1       | 1      | 2      |
| 13     | Bielorussia        | 0   | 1       | 0      | 1      |
| 13     | Grecia             | 0   | 1       | 0      | 1      |
| 13     | Slovenia           | 0   | 1       | 0      | 1      |
| 13     | Svizzera           | 0   | 1       | 0      | 1      |
| 17     | Croazia            | 0   | 0       | 3      | 3      |
| 18     | Bulgaria           | 0   | 0       | 1      | 1      |
| 18     | Danimarca          | 0   | 0       | 1      | 1      |
| 18     | Finlandia          | 0   | 0       | 1      | 1      |
| 18     | Inghilterra        | 0   | 0       | 1      | 1      |
| 18     | Macedonia del Nord | 0   | 0       | 1      | 1      |
| 18     | Portogallo         | 0   | 0       | 1      | 1      |
| 18     | Scozia             | 0   | 0       | 1      | 1      |
| 18     | Slovenia           | 0   | 0       | 1      | 1      |
| 18     | Ungheria           | 0   | 0       | 1      | 1      |
| Totale | Totale             | 16  | 16      | 32     | 64     |

## Podi

### Maschili
| Specialità       | Oro                                                                                                 | Argento | Bronzo |
| Kata             | Damián Quintero                                                                                     | Ali Sofuoğlu | Roman Heydərov Mattia Busato |
| Fino a 60 kg     | Evgeny Plakhutin                                                                                    | Angelo Crescenzo | Eray Şamdan Emil Pavlov |
| Fino a 67 kg     | Steven Da Costa                                                                                     | Mario Hodžić | Stefan Pokorny Yves Martial Tadissi |
| Fino a 75 kg     | Luigi Busà                                                                                          | Rafael Ağayev | Joe Kellaway Stanislav Horuna |
| Fino a 84 kg     | Uğur Aktaş                                                                                          | Anton Isakau | Ivan Kvesić Nikola Malović |
| Oltre gli 84 kg  | Jonathan Horne                                                                                      | Slobodan Bitević | Anđelo Kvesić Asiman Qurbanlı |
| Kata a squadre   | Spagna José Manuel Carbonell López Sergio Galán López Francisco Salazar Jover                       | Turchia Kutluhan Duran Emre Vefa Göktaş Ali Sofuoğlu                                                                  | Russia Maxim Ksenofontov Mehman Rzaev Emil Skovorodnikov Italia Gianluca Gallo Alessandro Iodice Giuseppe Panagia |
| Kumite a squadre | Turchia Uğur Aktaş Enes Bulut Muratcan Deniz Erman Eltemur Murat Öz Burak Uygur Alparslan Yamanoğlu | Serbia Vladimir Brežančić Ljubiša Marić Marko Martinović Uroš Mijalković Đorđe Salapura Đorđe Tešanović Bogdan Trikoš | Spagna Pablo Arenas Zapata Raúl Cuerva Mora Matías Gómez García Rodrigo Ibáñez Sáenz-Torre Marcos Martínez Velilla Alejandro Molina Arencón Babacar Seck Croazia Enes Garibović Anđelo Kvesić Ivan Kvesić Ivan Martinac Ante Mrvičić Stjepan Štimac Zvonimir Živković |

### Femminili
| Specialità       | Oro                                                                  | Argento                                                     | Bronzo |
| Kata             | Sandra Sánchez Jaime                                                 | Viviana Bottaro                                             | Alexandra Feracci Dilara Eltemur                                                                                                   |
| Fino a 50 kg     | Sophia Bouderbane                                                    | Bettina Plank                                               | Jelena Milivojčević Serap Özçelik Arapoğlu                                                                                         |
| Fino a 55 kg     | Jennifer Warling                                                     | Tuba Yakan                                                  | Amy Connell Ivet Goranova |
| Fino a 61 kg     | Merve Çoban                                                          | Tjaša Ristić                                                | Anita Serogina Ingrida Suchánková                                                                                                  |
| Fino a 68 kg     | Alizée Agier                                                         | Elena Quirici                                               | Silvia Semeraro Katrine Pedersen                                                                                                   |
| Oltre gli 68 kg  | Laura Palacio González                                               | Eleni Chatziliadou                                          | Meltem Hocaoğlu Titta Keinänen |
| Kata a squadre   | Spagna Lidia Rodríguez Encabo Raquel Roy Rubio Marta Vega Letamendi  | Italia Carola Casale Terryana D'Onofrio Michela Pezzetti    | Portogallo Mariana Belo Ana Cruz Patrícia Esparteiro Russia Polina Kotlyarova Irina Troitskaya Mariya Zotova                       |
| Kumite a squadre | Ucraina Halyna Melnyk Anita Serogina Diana Shostak Anželika Terljuha | Turchia Yıldız Aras Merve Çoban Eda Eltemur Meltem Hocaoğlu | Italia Lorena Busà Clio Ferracuti Laura Pasqua Silvia Semeraro Germania Jana Bitsch Shara Hubrich Johanna Kneer Madeleine Schröter |